# Ère Enchō
L'ère Enchō (延長) est une des ères du Japon (年号, nengō, littéralement « le nom de l'année ») suivant l'Ère Engi et précédant l'Ère Jōhei s'étendant de 923 à 931. Les empereurs régnants étaient  Daigo-tennō (醍醐天皇) et Suzaku-tennō (朱雀天皇).

## Changement de l'ère
L'ère Enchō a été proclamée lors de la vingt-troisième année de l'ère Engi (923).

## Événements de l'ère Enchō
- Enchō gannen (延長元年) ou Enchō 1 (923):

- Ère Enchō 8, le 22e jour du 9e mois (930):  En la trente-troisième année du règne de Diago-tennō (醍醐天皇33年), l'empereur mourut ; et la succession (la senso) a été reçue par son onzième fils, Hiroakira-shinnō[2], aussi connu comme Yutaakira[3].

- Ère Enchō 8, le 11e mois (930): Bientôt ensuite, on dit que l'empereur Murakami, âgé de 8 ans, a accédé au trône (le sokui)[4].

| Enchō     | 1re | 2e  | 3e  | 4e  | 5e  | 6e  | 7e  | 8e  | 9e  |
| Grégorien | 923 | 924 | 925 | 926 | 927 | 928 | 929 | 930 | 931 |